# Carollani Sandberg
Pour les articles homonymes, voir Sandberg.
 (novembre 2023).
Carollani Sandberg, née Carol Lani Sandberg le 7 décembre 1980 à Honolulu, est une actrice américaine.

## Filmographie
- 2009 : 3 Minutes of Movie Masterpieces (court métrage)
- 2009 : Leverage (série télévisée) : la serveuse du Country Club
- 2011 : Half Empty : Aimee
- 2011 : Break : Marissa
- 2012 : Blood on the Highway (court métrage) : la femme
- 2012 : All My Presidents (court métrage) : la professeure
- 2012 : In the First Few Days : Jill
- 2013 : Touchy Feely : la patiente
- 2013 : All Things Hidden (court métrage) : Dannie
- 2013 : Lucky Them : la fumeuse
- 2014 : Home for Sale (court métrage) : Lindsey
- 2014 : Together Forever (court métrage) : Jenna
- 2014 : I, Charon (court métrage) : Jean Michael
- 2014 : Date Stories (court métrage) : Lisette, Helen, Marnie, Jade, Fiona
- 2015 : In the Company of Women : la serveuse du restaurant
- 2016 : Brides to Be : Jenna
- 2016 : Simple Creature : Em
- 2016 : Second Nature : Nat Jones
- 2016 : Dead West : Charlene
- 2016 : A Matter of Prejudice (court métrage) : Louisa